# Ministeriet för statssäkerhet (Kina)
Ministeriet för statssäkerhet (MSS) (kinesiska: 国家安全部?, pinyin: Guójiā Ānquán Bù, förkortat Guoanbu) är Folkrepubliken Kinas säkerhetstjänst, d.v.s. det som i folkmun brukar kallas för den hemliga polisen. Ministeriet har sitt högkvarter i det centrala Peking, samt ett stort komplex i den s.k. “Västra parken” (西苑) i förorten Haidian i närheten av Sommarpalatset. Enligt en officiell källa ansvarar ministeriets anställda för Kinas “utåtriktade underrättelseverksamhet  och kontraspionage, skyddar och driver på ’de fyra moderniseringarna’ (av industri, jordbruk, teknik och vetenskap och försvar), stärker folkets demokratiska diktatur och skyddar statens säkerhet”.
Ministeriet kan jämföras med amerikanska CIA, men är till skillnad från sin amerikanska motsvarighet även mycket aktivt inom det egna landets gränser. Ministern Jia Chunwang, som ledde verksamheten i hela tretton år under dess mest expansiva fas i slutet av 1900-talet, lär enligt tidningen New York Times vara en stor beundrare av CIA. Ministeriets analytiker är kända för att beundra den amerikanska tankesmedjan Rand Corporation: det till ministeriet knutna bokförlaget Shishi chubanshe (som bl.a. ger ut den officiella kinesiska versionen av svenska SIPRIs Årsbok) har översatt de med RAND förknippade Best Truth: Intelligence in the Information Age av Bruce D. Berkowitz(2000) och Reshaping National Intelligence for an Age of Information av Gregory F. Treverton(2003). En god inblick i ministeriets strategiska tänkande lär man få genom dess forskningsinstituts egna publikationer som ex.vis Årsboken Fördolda Internationella Operationer (《国际隐蔽斗争情况年鉴》).
Ledningen för Ministeriet för statssäkerhet består inte bara av det man normalt skulle kalla för poliser. Minister Jia Chunwangs bakgrund representerade redan på 1990-talet den nya tids krav: han var från början ingenjör med en examen i teknisk fysik från Tsinghuauniversitetet. Innan han kom till ministeriet var han högste partisekreterare med ansvar för disciplinärenden inom Pekings stads förvaltning. Den nuvarande Ministern för statssäkerhet Geng Huichang är universitetsutbildad expert på amerikansk inrikes- och säkerhetspolitik. Innan han blev vice-minister (i september 1998) och minister (i augusti 2007) var han under många år forskare och till sist chef för den till ministeriet nära knutna tankesmedjan CICIR (China Institutes of Contemporary International Relations).

## Underrättelseverksamhet
Innan Ministeriet för statssäkerhet bildades var den kinesiska underrättelseverksamheten i utlandet länge begränsad och i första hand koncentrerad till grannländerna i Asien samt Hongkong, Macau och Taiwan. Så här skrev en brittisk journalist och populärhistoriker 1974 om dess närmast obefintliga omfattning i Sverige:
| ” | Den svenska hemliga Säkerhetspolisen har ännu så länge inte funnit positiva bevis på kinesiskt spioneri i Sverige. Denna slutsats kan man dra från det faktum att under andra världskriget, då 1 837 spioner häktades, inte en enda kines blev fast och ingen har heller sedan dess häktats… Nyhetsbyrån Nya Kina har två korrespondenter i Stockholm. I motsats till den sovjetiska TASS-agenturens folk, vilka på ett burdust sätt framstår som öppet sysselsatta med spionerande, verkar kineserna uteslutande koncentrera sig på objektiv rapportering. | „ |

Långt senare framkom dock att försök inte desto mindre hade gjorts, bl.a. av tjänstemän vid Kinas ambassad, att värva agenter bland den svenska vänstern. Enligt en initierad tolkning skall detta ha skett främst i syfte “att i hemlighet skaffa företagsinformationer som de inte själva ville eller kunde skaffa på något annat sätt”. Bland de svenskar den kinesiska säkerhetstjänsten under kulturrevolutionen lär ha försökt, men misslyckats med, att värva finns bl.a. Gunnar Ekberg. Efter Mao Zedongs död 1976 påbörjade Kina de s.k. “fyra moderniseringarnas politik”. I syfte att modernisera landets industri, jordbruk, teknik och vetenskap och försvar bedriver man idag exempelvis ett industrispionage som vad gäller graden av sofistikation och omfattning kan jämföras med såväl USA:s som Rysslands.
I många utvecklade industrinationer runt om i världen ägnas idag avsevärda resurser åt att möta det som kallats för det kinesiska spionagehotet. Av det kanadensiska kontraspionagets totala resurser används till exempel enligt uppgift nästan hälften till att övervaka kinesiska operatörer. Av de senare lär ett okänt antal ha någon form av anknytning till Ministeriet för statssäkerhet eller det kinesiska försvaret, d.v.s. Folkets befrielsearmé. Enligt den kanadensiska säkerhetstjänsten CSIS (Canadian Security Intelligence Service) är det kinesiska underrättelseväsendet “intresserat av kontaktuppgifter, leverantörslistor, planeringsdokument, forsknings- och utvecklingsinformation samt tekniska ritningar och även hela databaser”.
En objektiv bedömning av i vilken utsträckning kinesiska underrättelseofficerare eller deras informationsgivare är aktiva i Sverige låter sig knappast göras av en utomstående. Chefen för det svenska kontraspionagets analysenhet har i en intervju påpekat att “Ju mer effektivt SÄPO är, desto mindre får man läsa om oss i tidningen. Då blir det inga rättsfall, och därför inga nyheter”. Det i medierna i maj 2005 uppmärksammade fallet av kinesiska gäststudenter och gästforskare vid Karolinska institutet som sades ha spionerat och skickat hem forskningsresultat dementerades efter tio dagar av SÄPO.

## Kontraspionage
Ministeriet för statssäkerhets tillkomst 1983 innebar bl.a. att ansvaret för det kinesiska kontraspionaget upphörde att ligga hos Ministeriet för offentlig säkerhets Första byrå där det legat sedan Folkrepublikens tillkomst. Den betydelse man från högsta statsledningen tillskrev kontraspionaget illustreras av utnämningen av Ling Yun till förste Minister för statssäkerhet: före 1964 hade Ling varit chef för Första byrån och därefter, som vice-minister för offentlig säkerhet, hade han fortsatt att ha speciellt ansvar för just säkerhetsfrågor.
Kinas kontraspionage har av utomstående länge betraktats som ytterst effektivt. Man har noterat hur i det närmaste omöjligt det är för främmande makt att rekrytera agenter i Kina. Även avhoppare var länge ytterst få till antalet. Intern kinesisk statistik nämner i sammanhanget bl.a. den från kinesiska ambassaden i Stockholm avhoppade 27-årige säkerhetsvakten och chauffören Zhao Fu som sökte politisk asyl i Bonn 1962 “efter att ha blivit förförd av en utländsk kvinna… och som sedan reste vidare till USA”. Utländska historiker beskriver Sovjetunionens svårigheter med att rekrytera agenter inom det kinesiska FoU-etablissemanget, vid en tid då Ministeriet för statssäkerhet just blivit till, på det här viset:
| ” | Vid Gorbatjov-erans början förblev Kina den huvudsakliga måltavla som KGB fann svårast att penetrera. En utvärdering gjord i april 1985 av operationer mot Kina utförda av direktorat T (Vetenskapligt och teknologiskt spionage), en av de mest framgångsrika avdelningarna inom första chefsdirektoratet, fann allvarliga och bestående ”brister”. Av direktoratets i berörda länder inhämtade material rörande vetenskap och teknologi hänförde sig bara en procent till Kina och dess kvalitet betraktades som ”låg”… [något som] ”var källa till avsevärd oro”. Oro av samma slag genomsyrade alla aspekter av informationsinsamling mot kinesiska måltavlor. | „ |

Den “främmande makt” som med största sannolikhet har bedrivit det mest framgångsrika spioneriet i Kina sedan 1949 är den Nationalistkinesiska regimen på ön Taiwan. Här är mörkertalet stort och desinformationen från båda sidor svår att genomskåda, men det verkar närmast ha varit av en slump som Ministeriet för statssäkerhet 1999 upptäckte att två officerare i Folkets befrielsearmé under flera år hade sålt stats- och försvarshemligheter till säkerhetstjänsten på Taiwan. Efter avklarad rättegång dömdes de båda till döden och avrättades.

## Bekämpa inre hot
Precis som Ministeriet för offentlig säkerhet (d.v.s. det som något förenklat kan kallas för den “vanliga” polisen) så spelar Kinas Ministerium för statssäkerhet även en viktig inrikespolitisk roll, nämligen som det statsorgan var uppgift det är att identifiera, bekämpa och neutralisera uppkommande inre hot. Med all sannolikhet är det delvis är av detta skäl som ministeriet har motsvarigheter (s.k. Byråer för statssäkerhet) i Kinas provinser, större städer, och autonoma regioner. Samtidigt bör dock nämnas att ministeriets närvaro alltid varit mycket mer uttalad i de provinser och regioner som har en gräns mot främmande land (ex.vis Xinjiang, Yunnan, Guangxi, Jilin och Heilongjiang) än i det rena inlandet. Hela fyra år efter det att ministeriet blivit till fanns det ännu ingen provinsiell byrå för statssäkerhet alls i inlandsprovinserna Shanxi, Anhui, Henan, m.fl. Av historiska skäl som går tillbaka till tiden omedelbart efter Kinas tillkomst och kampen mellan kommunister och Chiang Kai-sheks nationalister, så var Ministeriet för statssäkerhet efter 1983 länge som allra starkast representerat i Guangdong, Zhejiang och Jiangsu, d.v.s. tre av de provinser som geografiskt gränsar nära till Hongkong och Taiwan. Medan ex.vis Shandongs Byrå för statssäkerhet i slutet på 1980-talet hade avsevärt färre officerare än den provinsiella polisen, så var raka motsatsen fallet i Guangdong: där gick det 1,67 statssäkerhetsofficerare på varje provinsiell polisofficer år 1987.
Verksamhet riktad mot aktörer som i sista hand betraktas som inre hot pågår även utanför Kinas gränser, ex.vis mot separatistiska exilrörelser. I Sverige häktades den 3 juni 2009 en man som enligt chefsåklagaren bedrivit flyktingspionage åt Kina bland svenska exil-uigurer. Detta stod tre veckor senare att läsa i den av den statliga nyhetsbyrån Nya Kina utgivna dagstidningen Referensnyheter:
| ” | Svenska nyhetsmedia rapporterade den 22 juni, utan att avslöja källan till informationen, att den av Säpo anhållne mannen var en sextioettårig Uigur som kommit som politisk flykting till Sverige på 1990-talet. Han hade åt kinesiska ambassaden spionerat på de hundratalet uigurer som lever i landet. Om brott kan bevisas kan han komma att dömas till fyra års fängelse. | „ |

Den statliga nyhetsbyrån baserade sig här helt och hållet på ett telegram från den franska nyhetsbyrån AFP och några egna kommentarer eller ytterligare information som direkt eller indirekt bekräftade att mannen var en kinesisk agent gav man inte sina läsare. Här bör nämnas att en del av Nya Kinas egna journalister i utlandet på 1950- och 1960-talen hade jobbat åt Ministeriet för statssäkerhets föregångare, det kinesiska kommunistpartiets Centrala Departement för undersökande verksamhet, och att detta hade lett till spänningar mellan Nya Kina och departementet. Från seniora kinesiska journalisters sida påpekade man bl.a. att deras normala verksamhet i utlandet kunde ta skada om det uppdagades att de i själva verket var underrättelseofficerare under täckmantel. Pålitlig information om i vilken eventuell utsträckning kinesiska journalister stationerade utomlands idag har någon direkt anknytning till Ministeriet för statssäkerhet finns ej att få.

## Organisation
1996–1997 läckte den i Kina redan då sedan länge “svartlistade” Hongkong-tidskriften Cheng Ming en serie artiklar om Ministeriet för statssäkerhets interna organisation. Det är i första hand på informationen i dessa artiklar – omgående översatta till engelska av det till CIA knutna FBIS - som den på internet mest spridda beskrivningen av hur ministeriet är uppbyggt baseras. Den återges ofta (som på de engelsk- och tyskspråkiga Wikipedia-sajterna) utan att vara daterad, d.v.s. som om den gäller än idag, något som dock är högst osannolikt. Det kinesiska Ministeriet för offentlig säkerhet har till exempel under de senaste tjugo åren upplevt genomgripande omstruktureringar vart femte år, och någon eller några mindre omorganisationer nästan årligen. Det finns inga skäl att tro att inte dess systerministerium för statssäkerhet också lär ha förändrats (läs: vuxit) avsevärt under samma period. Kinesiskspråkiga Wikipedia återger vad som förmodligen är en senare (men även den odaterad) lista på ministeriets olika byråer, här sjutton till antalet. Enligt denna lista lär sålunda:
• Första byrån ansvara för kommunikationssäkerhet, koder, etc.
• Andra byrån ansvara för inhämtning av internationell strategisk information
• Tredje byrån ansvara för inhämtning av ekonomisk, teknisk och vetenskaplig information
• Fjärde byrån ansvara för inhämtning av information i (eller om?) Taiwan, Hong Kong och Macau
• Femte byrån ansvara för den egna informationsdisseminationen och “requirements”
• Sjätte byrån leda och övervaka arbetet vid ministeriets motsvarigheter på provinsiell nivå
• Sjunde byrån ägna sig åt insamling av information av intresse för det egna kontraspionaget
• Åttonde byrån ansvara för övervakning etc. av misstänkta utländska spioner i Kina
[Nionde till sjuttonde byrån… översättning “in progress”]

## Måltavla för desinformation
Den som söker efter information om Ministeriet för statssäkerhet på webben eller i media står inför en komplicerad uppgift. Ministeriet som sådant har, i motsats till alla andra kinesiska myndigheter, inte en egen webbplats. Däremot ser det vid första anblicken ut som om vissa andra kinesiska webbplatser har lagt ut en del “basfakta” om ministeriet på nätet, ex.vis den i staden Hefei i provinsen Anhui registrerade “anhuinews.com”. Här hittar man på vad som vid första anblicken verkar vara en arkiverad sida från den 15 november 2004 en artikel med namnet “Ministeriet för statssäkerhet: En överblick” ("中国国家安全部情况概览"). Men ett närmare studium av artikeln, dess ordval, syntax och innehåll väcker snabbt mistankar. För inte är det väl speciellt troligt att s.k. “basfakta” som att ministeriet har “minst 40 000 spioner spridda över världen” eller att den tränar många av sina spioner vid “Internationella Politiska Högskolan” (国际政治学院) (Denna högskola under Ministeriet för offentlig säkerhet hade faktiskt bytt namn redan tjugo år innan “En överblick” publicerades.) skulle ligga ute i fem år på en genuin Anhui-sajt? Eller att pressfriheten och livet på Taiwan skulle beskrivas i så slående positiva ordalag som artikeln råkar göra?